# Дефляционная спираль
Дефляционная спираль — самоподдерживающийся процесс, в котором падение экономики вызывает дефляцию (падение цен), которая вызывает дальнейшее падение экономики и еще большее снижение цен.
Механизм спирали реализуется через обратную связь между экономикой и ценами. Из-за падения цен экономические агенты могут снижать объёмы инвестиций, чтобы через некоторое время (несколько лет) разместить средства более выгодно (купить ресурсы дешевле в результате снижения цен). Это приводит к дополнительному падению спроса, что ещё больше стимулирует падение цен на товары и сокращение объёмов производства.
Проблему дефляции одним из первых изучал американский экономист Ирвинг Фишер.

## Примеры
Со стороны товаров:
- Спрос падает.
- Предложение превосходит спрос.
- Это приводит к снижению цен.
- Предприятия сокращают производство, увольняют сотрудников, снижают зарплаты, в результате чего спрос снова падает.

Со стороны денег:
- Люди закрывают счета в банках, потому что у потерявших работу не хватает денег или потому, что опасаются банкротства банка.
- Компании меньше занимают, выплачивают свои долги, меньше инвестируют, так как их доходы снизились вследствие снижения цен и сокращения продаж.
- Бегство вкладчиков, снижение инвестиций и кредитов приводит к сокращению денежной массы, что толкает цены дальше вниз.
- Снижение цен активов приводит к сокращению капиталов банков, владеющих активами.
- Активные распродажи приводят к снижению ликвидности рынков, росту пессимистичных настроений, желанию не тратить, а накапливать.